# Mies (przystanek kolejowy)
Mies (fr.: Gare de Mies) – przystanek kolejowy w Mies, w kantonie Vaud, w Szwajcarii. Znajduje się na linii kolejowej Lozanna – Genewa.
W dniu 18 czerwca 2017 otwarto nowy peron wyspowy o długości 220 m, który zastąpił dotychczasowy peron krawędziowy.

## Linie kolejowe
- Lozanna – Genewa

## Połączenia
Przystanek jest obsługiwany przez pociągi regionalne:
- Lancy-Pont-Rouge – Ginebra-Cornavin – Versoix – Coppet

Częstotliwość połączenia wynosi 30 minut w dni powszednie oraz co godzinę w weekendy i święta.